# Holwaya
Holwaya är ett släkte av svampar. Enligt Catalogue of Life ingår Holwaya i familjen Bulgariaceae, ordningen Leotiales, klassen Leotiomycetes, divisionen sporsäcksvampar och riket svampar, men enligt Dyntaxa är tillhörigheten istället familjen Helotiaceae, ordningen disksvampar, klassen Leotiomycetes, divisionen sporsäcksvampar och riket svampar.
| Holwaya | \| \| Holwaya mucida \| \| \| \| |
|         | \| \| Holwaya mucida \| \| \| \| |
|         | Bulgaria                         |
|         |                                  |
|         | Potebniamyces                    |
|         |                                  |
|         | Phacidiopycnis                   |
|         |                                  |
|         | Holwaya mucida                   |
|         |                                  |

|  | Holwaya mucida |
|  |                |

## Källor

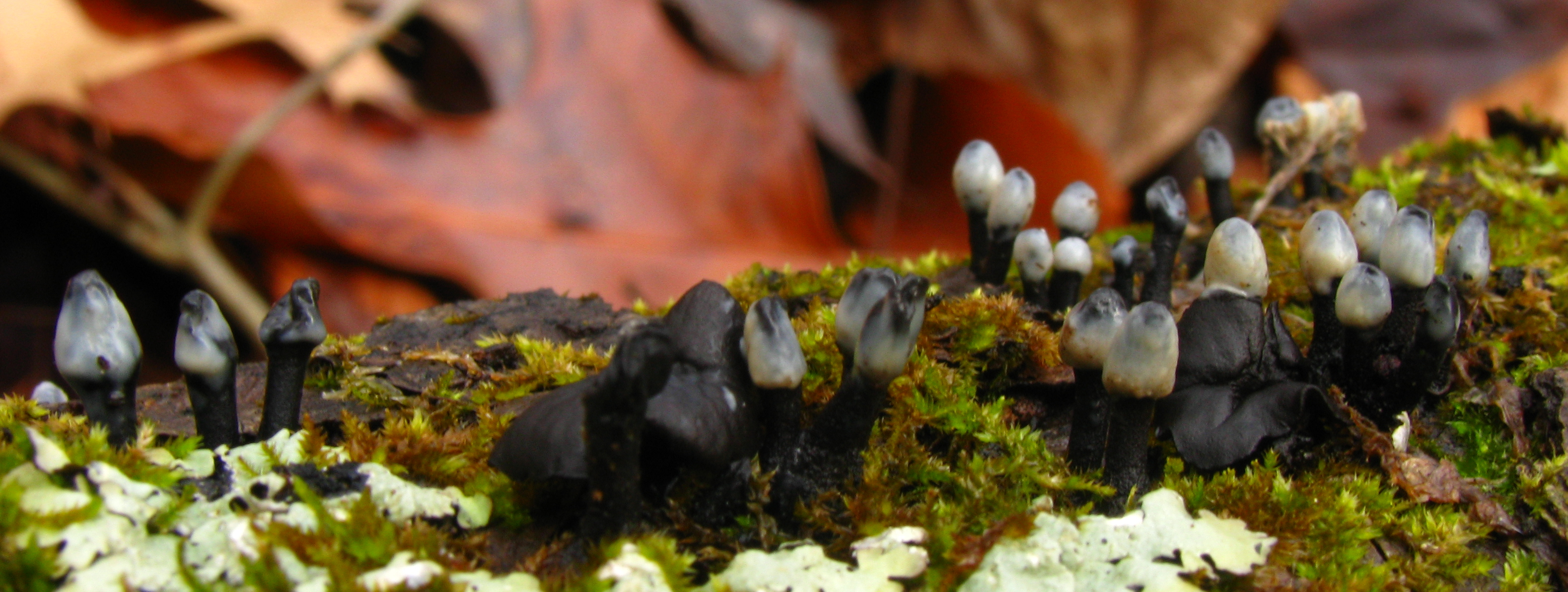
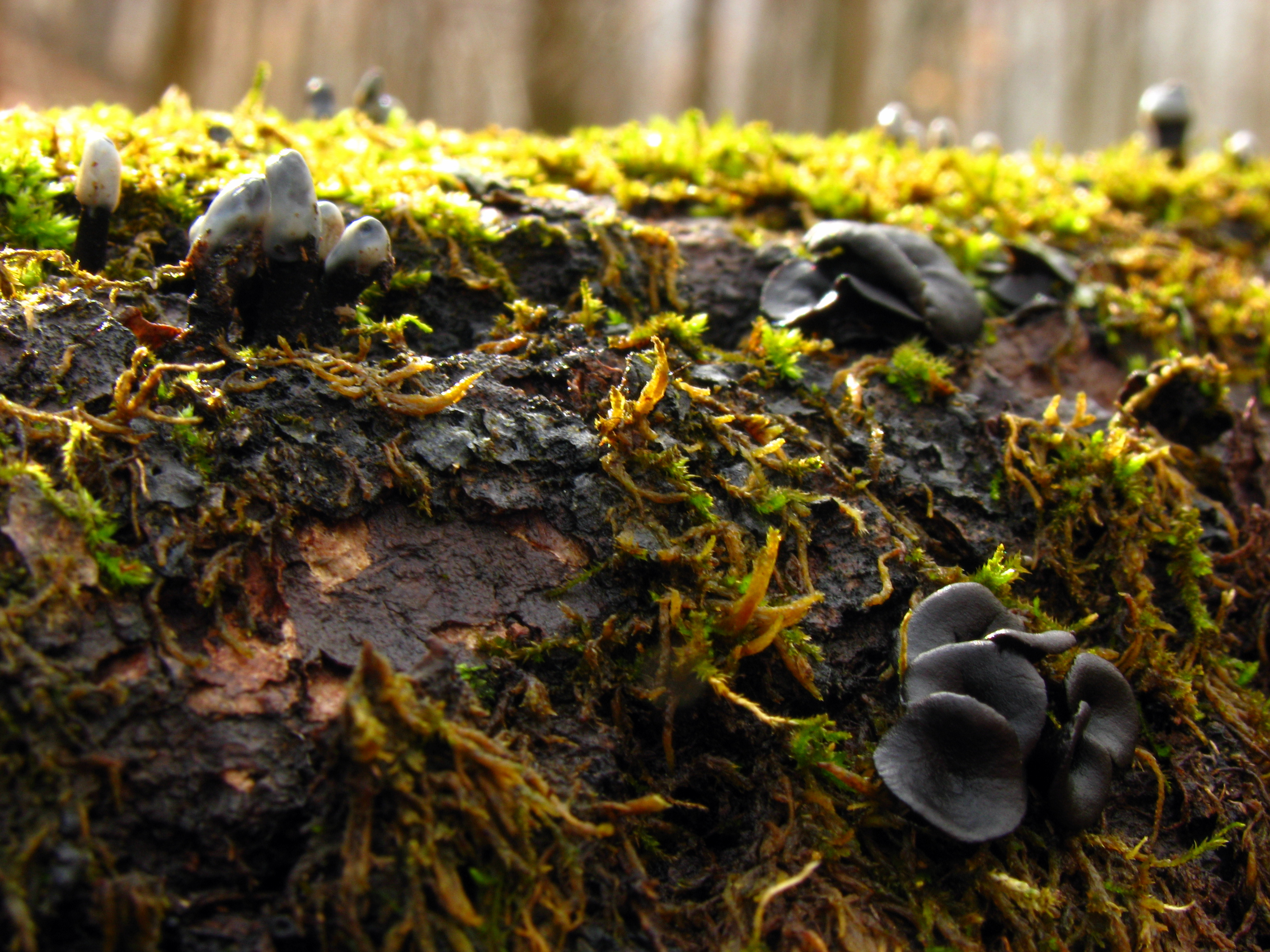